# 行政裁判所 (日本)

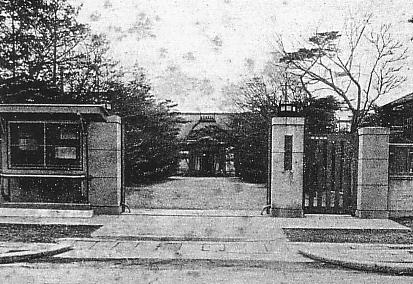
行政裁判所

行政裁判所（ぎょうせいさいばんしょ、旧字体：行政裁判󠄁所󠄁）は、大日本帝国憲法下の日本で設けられていた行政訴訟のための特別裁判所。

## 概要
憲法第61条に基づき制定された行政裁判法（明治23年法律第48号）により1890年（明治23年）10月に東京市麹町区麹町紀尾井町（現・東京都千代田区紀尾井町）に設置された。
「行政裁判所長官」と14人の「行政裁判所評定官（）」によって構成された。一審制の裁判所で、かつ特別裁判所でもあるので、判決に不服があっても大審院に上訴することができなかった。
廃止までに計10908件の判決が出された。

## 勝訴率
行政裁判所での原告勝訴率はおおむね3割である。1890年から1945年までの勝訴率は23.2％、実質勝訴率は33.1％、1936年から1945年までの勝訴率は25.3％、実質勝訴率は31.1％である。
なお、日本国憲法下の司法裁判所での行政訴訟の原告勝訴率はおおむね1割である。

## 裁判権
行政裁判所の基本法たる行政裁判法では、裁判権について、別個法律、勅令で定めることとしている。その中でも行政裁判法と同時期に成立した行政庁ノ違法処分ニ関スル行政裁判ノ件（明治23年法律第106号）では、これを概括的に規定している。
- 租税及び手数料の賦課に関する事件（関税を除く）
- 租税滞納処分に関する事件
- 営業免許の拒否又は取消に関する事件
- 水利及び土木に関する事件
- 土地の官民有区分の査定に関する事件

その他にも、土地収用法、市制、町村制、府県制など個々の法令によって、裁判権を有する事項について細かく規定している。

## 廃止の経緯
1947年（昭和22年）5月の日本国憲法および裁判所法施行にともない廃止された。日本国憲法第76条第2項では「特別裁判所は、これを設置することができない。行政機関は、終審として裁判を行うことができない。」と規定され、司法権から独立した形での行政裁判所は設置できないことになった。
裁判所法を施行した際に、行政裁判所の事件は東京高等裁判所がこれを引き継いだ 。
大日本帝国憲法で行政裁判所制度が導入された理由は、ドイツ・フランスなど大陸法をモデルに継受していたからである。一方、日本国憲法は司法権の独立を厳密にした英米法の影響を強く受けている。
日本の行政裁判所は、評定官の3分の2が行政官出身で、枢密院・貴族院・衆議院の書記官兼務者も含まれた。
紀尾井町の跡地には現在、紀尾井町ビル及び城西大学が建つ。

## 歴代行政裁判所長官
| 代 | 氏名       | 在任期間                      | 前官             | 後官           | 備考                                                      |
| -- | ---------- | ----------------------------- | ---------------- | -------------- | --------------------------------------------------------- |
| 1  | 槇村正直   | 1890年6月30日- 1896年4月21日  | 元老院議官       | （在官中薨去） |                                                           |
| 2  | 箕作麟祥   | 1896年5月5日- 1897年12月1日   | 行政裁判所評定官 | （在官中薨去） |                                                           |
| 3  | 周布公平   | 1897年12月6日- 1898年11月24日 | 兵庫県知事       | 神奈川県知事   |                                                           |
| 4  | 松岡康毅   | 1898年11月24日- 1906年1月7日  | 内務次官         | 農商務大臣     |                                                           |
| 5  | 山脇玄     | 1906年1月12日- 1913年6月13日  | 行政裁判所評定官 | 貴族院勅選議員 | 貴族院議員は1891年12月に任じられた。                      |
| 6  | 岡野敬次郎 | 1913年9月20日- 1922年6月12日  | 法制局長官       | 司法大臣       | 1916年4月13日に親任官としての行政裁判所長官に任ぜられる。 |
| 7  | 窪田静太郎 | 1922年7月1日- 1932年1月27日   | 行政裁判所評定官 | 枢密顧問官     |                                                           |
| 8  | 清水澄     | 1932年1月30日- 1934年6月15日  | 行政裁判所評定官 | 枢密顧問官     |                                                           |
| 9  | 二上兵治   | 1934年6月15日- 1939年8月26日  | 枢密院書記官長   | 枢密顧問官     |                                                           |
| 10 | 三宅徳業   | 1939年8月26日- 1942年9月15日  | 行政裁判所評定官 |                |                                                           |
| 11 | 遠藤源六   | 1942年9月15日- 1946年3月19日  | 行政裁判所評定官 | 枢密顧問官     |                                                           |
| 12 | 澤田竹治郎 | 1946年4月26日- 1947年5月2日   | 行政裁判所評定官 | 最高裁判所判事 |                                                           |